# 常呂港仮乗降場
常呂港仮乗降場（ところこうかりじょうこうじょう）は、かつて北海道常呂郡常呂町（現・北見市）にあった日本国有鉄道（国鉄）湧網線の仮乗降場（局設定）である。1972年2月8日、利用者僅少により廃駅となった。

## 歴史
- 1956年（昭和31年）1月7日 - 開設[1]。
- 1972年（昭和47年）2月8日 - 廃駅[1]。

## 駅の構造
単式ホーム1面1線を有した。

## 周辺
- 常呂港
- 北海道道1087号網走常呂自転車道線

かつては網走バス常呂線（常呂築港経由：運行末期は常呂行き朝1本のみ）が通っていたが、湧網線廃止代替バス運行開始時に系統廃止され、現在近隣を走行する路線バスは無い。

## 参考図書
- 国土地理院 1972年7月30日発行 2万5千分の1地形図 「常呂」（1970年測量）

## 隣の駅
日本国有鉄道
湧網線 
常呂駅 - 常呂港仮乗降場 - 能取駅